# Cesare Goria Gatti
Cesare Goria Gatti (Cuneo, 17 giugno 1860 – Torino, 25 ottobre 1939) è stato un imprenditore italiano, uno dei nove fondatori della FIAT.

## Biografia
Figlio di Giuseppe Goria ed Emilia Gatti, compì gli studi a Torino laureandosi in giurisprudenza nel 1880. Dopo aver sperimentato, negli anni dell'università, l'attività di giornalista, iniziò ad esercitare la carriera forense specializzandosi nel penale.
Appassionato di motori, si dedicò a coltivare questo suo hobby inserendosi negli ambienti dell'automobile allora emergente, partecipando anche ad investimenti in piccole realtà industriali in questo settore.
Sportivo a tutto tondo, fu anche pilota di diversi mezzi di locomozione partecipando alle prime gare automobilistiche con un certo successo.
Nel 1898, assieme ad altri appassionati, partecipò alla costruzione dell'automobile Welleys con la quale partecipò anche a diverse gare in Piemonte.
Un anno dopo fu tra i fondatori dell'Automobile Club d'Italia. A quel punto fu spontaneo pensare alla creazione di un'azienda che potesse realizzare la costruzione di automobili a livello industriale, e ciò avvenne lo stesso anno con la fondazione della Fabbrica italiana automobili Torino, poi divenuta FIAT dalle iniziali della ragione sociale. La società fu costituita da nove imprenditori tra cui lo stesso Gatti e Giovanni Agnelli che ne divenne il primo amministratore delegato. Fece parte del consiglio di amministrazione e vi rimase fino al 1905.
Uscì dalla FIAT, assieme ad altri soci fondatori, a seguito di una ristrutturazione dell'assetto societario e intraprese l'attività di giornalista sportivo scrivendo per diverse testate tra le quali il periodico L'Automobile, organo ufficiale dell'ACI e redattore del periodico La Stampa Sportiva. Venne chiamato ad assumere la consulenza legale del Touring Club Italiano per il quale si occupò di questioni legislative sulla circolazione stradale, portando ad allinearsi a regole europee, ma la passione legata ai motori non era scemata e si rivolse quindi al settore aeronautico, nel quale si fece promotore di attività sportiva organizzando delle manifestazioni, ma l'attività propagandistica non era sufficiente e fu tra i fondatori della Società italiana transaerea (SIT) con sede a Torino. La sua instancabile attività lo portò anche ad entrare in politica e fu sindaco di Corio per due mandati negli anni 1910.
Con lo scoppio della prima guerra mondiale si occupò di coordinare l'assistenza ai poveri e alle famiglie che avevano gli uomini in guerra.
Aderì al partito fascista e creò diversi organismi legati allo sport motoristico nell'ambito del partito.
Nel 1925, sfruttando le sue conoscenze del diritto, fondò il periodico La giustizia automobilistica che si occupava di legislazione in campo automobilistico. Fra gli ultimi atti della sua frenetica attività va ricordata la fondazione del Museo dell'automobile di Torino nel 1939, pochi mesi prima della sua morte.